# Richard Wettstein

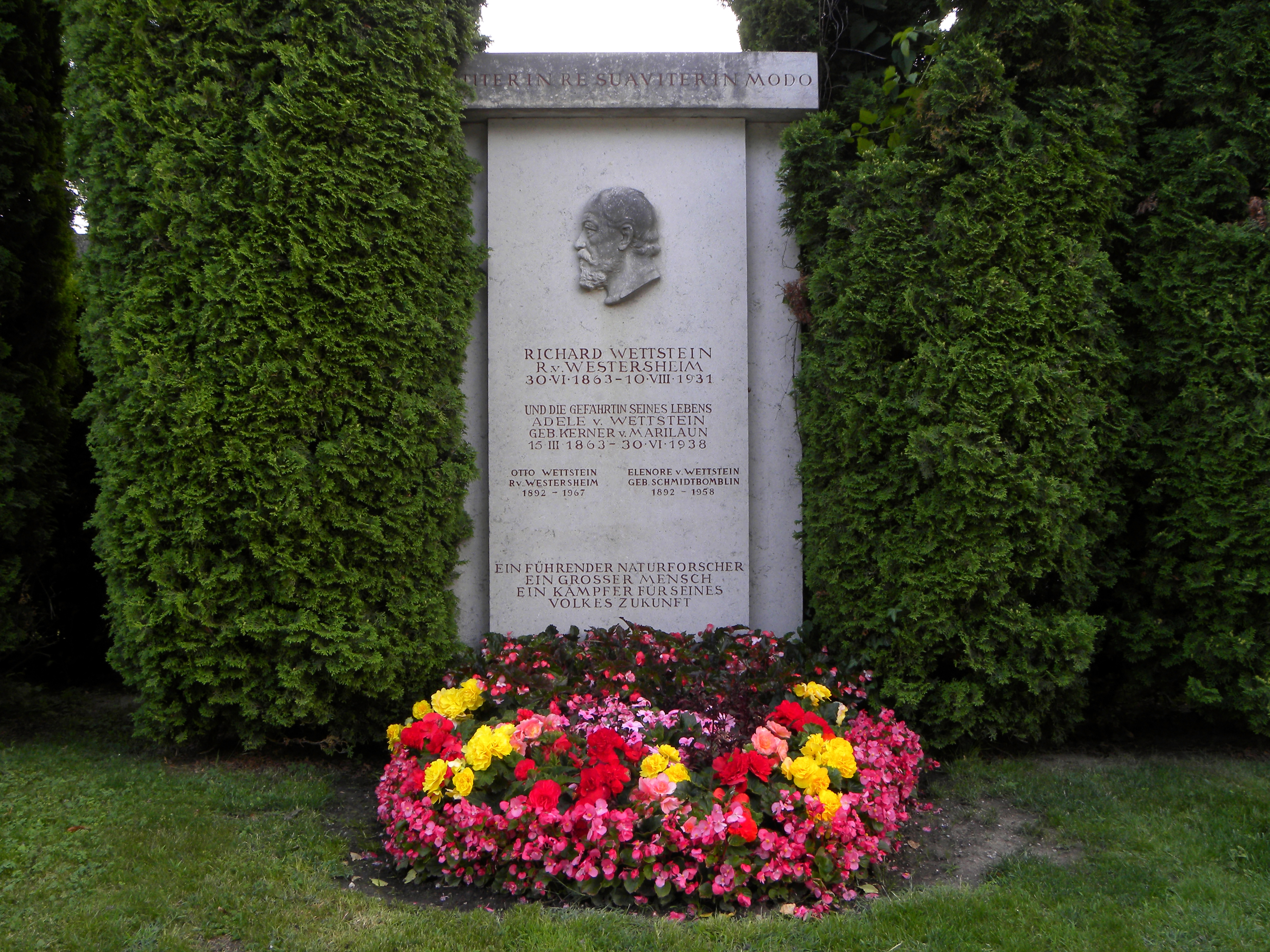
Sepultura no Cemitério Central de Viena

Richard von Wettstein von Westersheim (Viena, 3 de junho de 1863 — Trins, Tirol, 10 de agosto de 1931) foi um botânico austríaco que se notabilizou com a criação de um sistema taxonómico para as plantas, o sistema de Wettstein, um dos primeiros baseados em princípios filogenéticos.

## Biografia
Wettstein estudou em Viena, onde foi discípulo de Anton Kerner von Marilaun (1831-1898) e casou com a sua filha Adele. Durante o seu tempo na Universidade de Viena, fundou em 1882 a Associação de Ciências Naturais, dirigida por estudantes, com o seu amigo Karl Eggerth.
Foi professor na Universidade de Praga a partir de 1892, e na Universidade de Viena a partir de 1899. Dirigiu a restruturação do Jardim Botânico da Universidade de Viena.
Em 1901, tornou-se presidente da Sociedade Zoológico-Botânica de Viena (Zoologisch-Botanische Gesellschaft) e, no mesmo ano, participou numa expedição científica ao Brasil. Em 1919, foi nomeado vice-presidente da Academia Austríaca de Ciências (Academia de Ciências de Viena). Durante os seus últimos anos (1929-1930), viajou com o seu filho, Fritz von Wettstein, pela África Oriental e Austral.
O género de fungos Wettsteinina é nomeado em sua honra, bem como o género Wettsteiniola, de planta com flor do Brasil, pertencente à família Podostemaceae.
Em 1905, foi copresidente do Congresso Internacional de Botânica, realizado em Viena.

## Obras
Entre muitas outras, é autor das seguintes publicações:
- Nolanaceae, Solanaceae, Scrophulariaceae in (Engler & Prantl 1895, pp. 1–107).
- Grundzüge der geographisch-morphologischen Methode der Pflanzensystematik, 1898  (base da metodologia geográfico-morfológica da sistemática vegetal).
- Botanik Und Zoologie In Österreich in den Jahren 1850 Bis 1900, 1901 (botânica e zoologia na Áustria nos anos 1850 a 1900).
- Der Neo-Lamarckismus und seine Beziehungen zum Darwinismus, 1903 (Neo-Lamarckismo e a sua relação com o Darwinismo).
- Wettstein, Richard (1924). Handbuch der Systematischen Botanik 2 vols. 3rd ed. Vienna: Deuticke. Consultado em 15 Abril 2015
  - 1.ª ed. 1901–1908 Vol. I 1901, Vol. II 1908 Deuticke, Vienna
  - 2.ªed. 1910–1911
  - 3.ª ed. 1923–1924
  - 4.ª ed. 1933–1935